# Yutaka Ikeuchi
Yutaka Ikeuchi (池内 豊 Ikeuchi Yutaka?,  nacido el 25 de agosto de 1961 en Aichi) es un exfutbolista japonés que se desempeñaba como defensa.
Ikeuchi jugó 8 veces para la selección de fútbol de Japón entre 1983 y 1985.

## Trayectoria

### Clubes
| Club                        | País  | Año         |
| --------------------------- | ----- | ----------- |
| Toyoda Automatic Loom Works | Japón | 1980        |
| Fujita Industries           | Japón | 1981 - 1993 |

### Selección nacional
| Selección | País  | Año         |
| --------- | ----- | ----------- |
| Absoluta  | Japón | 1983 - 1985 |

## Estadística de equipo nacional
| Selección de Japón | Selección de Japón | Selección de Japón |
| Año                | Part.              | Goles              |
| ------------------ | ------------------ | ------------------ |
| 1983               | 3                  | 0                  |
| 1984               | 1                  | 0                  |
| 1985               | 4                  | 0                  |
| Total              | 8                  | 0                  |

## Palmarés

### Títulos nacionales
| Título              | Club              | País  | Año  |
| ------------------- | ----------------- | ----- | ---- |
| Japan Soccer League | Fujita Industries | Japón | 1981 |